# 2018年1—2月東亞寒潮
2018年1－2月東亞寒潮，又被大眾媒體稱為緩進式寒潮，是指2018年1月中旬双阻塞协同（大西洋-西欧阻塞和太平洋-北美阻塞）向极伸展，导致北极涛动（AO）位相转负，极涡分裂南下，大量冷空气在西伯利亚积累，造成西伯利亚高压较往年偏强。冷空气于1月底到2月初爆发，期间又阿拉斯加附近的阻塞高氣壓，導致西伯利亚的高氣壓無法順利東移，造成東亞地區長久且氣溫偏低的寒潮，华东、华南、臺灣普遍寒冷，韓國及日本部分降下大雪，华东部分地区出現10年來最大降雪，連福建廈門北部的高山也出现降雪情况，許多地區出現數十年來最久低溫的紀錄。

## 原因與經過
正常情況下北半球高氣壓和低氣壓會繞著北極逆時針移動，但在2018年1月中旬北半球中高纬出现双阻塞协同（大西洋-西欧阻塞和太平洋-北美阻塞）向极入侵的形势，将两大洋中纬度暖湿空气输送至极地。在非绝热加热作用的主导下极区快速增暖，AO位相转负，极涡减弱并分裂，冷空气在西伯利亚地区持续累积，造成异常强的西伯利亚高压，伴随强的东亚横槽。下旬东亚横槽转竖，引导冷空气南下侵袭我国，寒潮爆发。同期由于拉尼娜（反聖嬰）現象导致阿拉斯加附近出现高气压，并且速度较缓慢而形成阻塞高气压，迫使西伯利亚的高气压偏南并速度缓慢，造成东亚地区气温大规模下降，降温一直持续到2月初，形成了緩進式寒潮，各地低溫開始的時間不一，香港自1月29日開始就受到10度以下攝氏低溫的影響，並在2月1日測得此波寒潮當地的最低溫，但臺北直到3日才測得10度以下攝氏低溫，並在5日測得此波寒潮當地的最低溫，臺北及香港都於7日中斷連續數日低溫低於攝氏十度。

## 影響

### 中國大陸

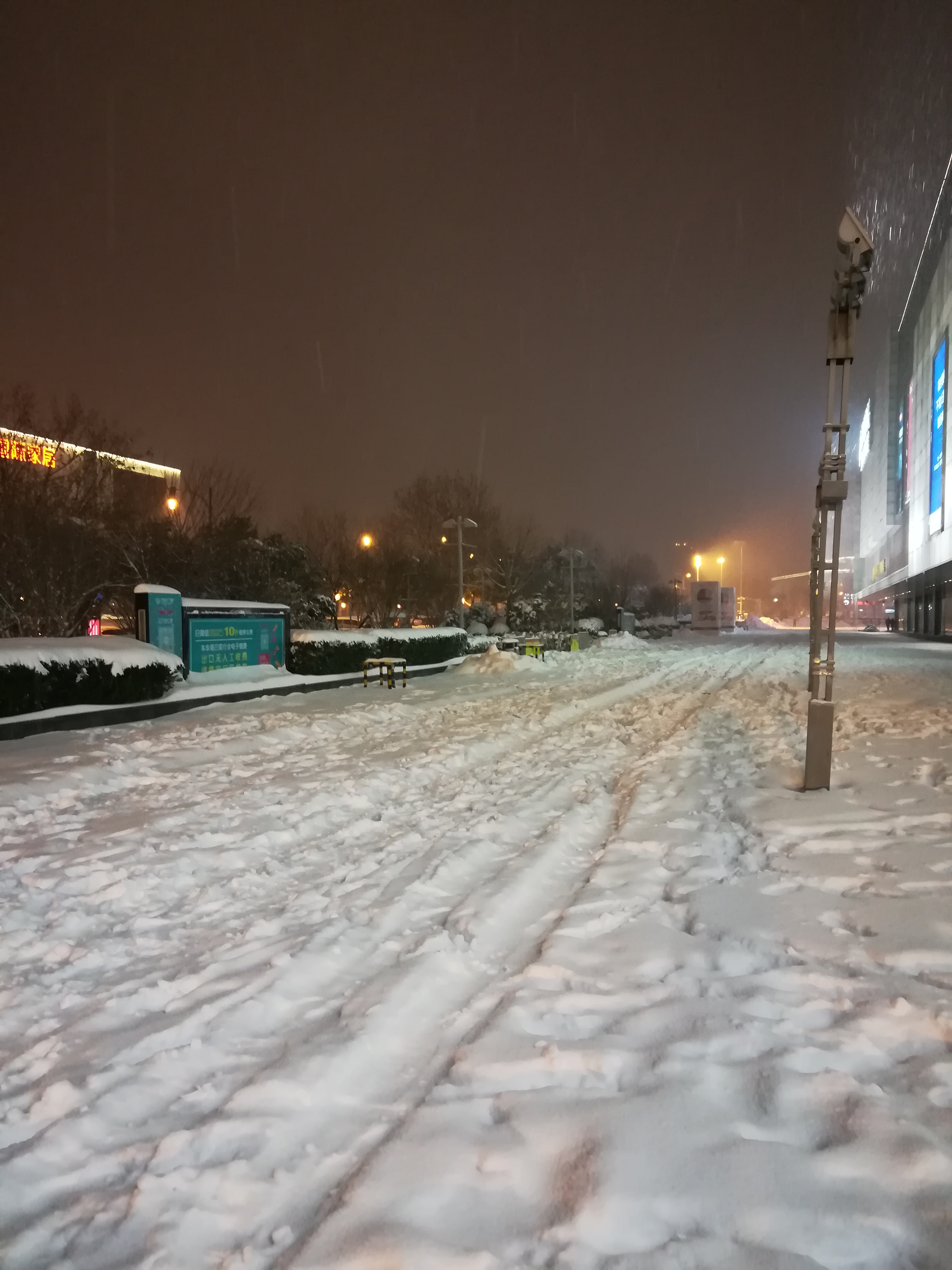
南京河西新城的积雪

受到寒潮影響，西北及東北地區用電量創歷史新高，數百條高速公路封閉，影響春运，中央气象台在1月30日表示：「1月30日至2月5日，受频繁南下的冷空气影响，中东部地区气温将持续偏低状态。黄淮、江汉、江淮、江南、华南等地的部分地区气温较常年偏低5～6℃。」，受到阻塞高氣壓影響，導致華南及華東地區出現異常低溫，华北及東北沿海的海水結冰，1月27日晚上广东省韶关市開始雨雪冰冻的天气，28日辽东湾海冰厚達35公分，莱州湾海冰覆蓋面積超過2000平方公里，29日湖北省襄阳市測得零下9.1度攝氏低溫，30日广东省乐昌市梅花出現零下5.1度攝氏低溫，2月1日广东省金子山出现冰墙与冰珊瑚，2日8时至3日7时贵州省有62个行政區處於摄氏零下，並有49個行政區降雪，4日福建省厦门军营村測得零下1.5度攝氏低溫，廈門高山及福州下午也降雪，其中福州16年來首次降雪，泉州清源山更是时隔351年來首度降雪，云南省多條高速公路因結冰而封閉，上海市崇明区測得零下5.2度攝氏低溫，山东省烟台測得零下9度攝氏低溫，5日江苏省南京測得零下7.8度低溫，比十年前的寒潮還低，截至6日，寒潮已在雲南省造成44萬人受災，2,000萬人民幣損失，浙江省杭州已連續九日測得低於零下1度的低溫，是2000年以來首次。

### 香港

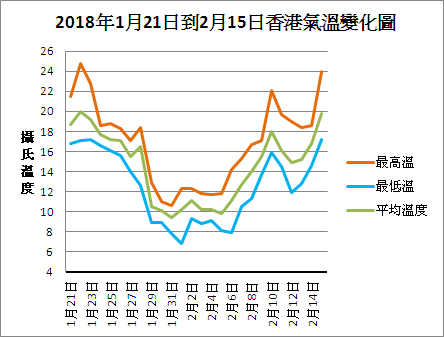
2018年1－2月東亞寒潮前後香港氣溫變化圖

受到寒潮影響，香港天文台在1月28日發出寒冷天氣警告，31日大帽山測得零下1.8度攝氏低溫，天文台在2月1日錄得今年入冬以來最低6.8度，打鼓嶺最低只有3.2度。2月5日，天文台連續三天發霜凍警告，而前一天就在大嶼山測得0.5攝氏度低溫。6日，香港受輻射冷卻效應影響，大帽山測得0.3度攝氏低溫，打鼓嶺也測得0.9度攝氏低溫，市區已連續9日測得10度以下低溫，是繼1968年來首次，已相隔半世紀，天文台在2月8日取消維持263小時15分鐘的寒冷天氣警告，為歷年第2長的寒冷天氣警告。

### 台灣

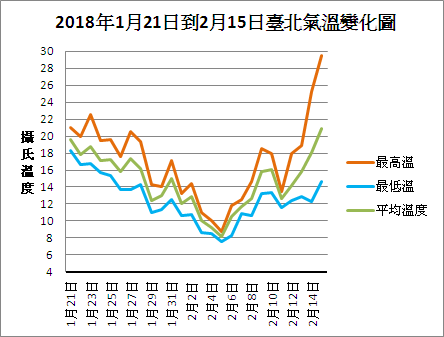
2018年1－2月東亞寒潮前後臺北氣溫變化圖

中央氣象局在2月2日表示：「受到強烈冷氣團來襲，這波寒流今天起全台要冷凍5天。預估水氣和濕度及溫度夠，海拔1000公尺以上高山都有降雪的可能。」，受到寒潮影響，2日至3日不到一天的時間就有49人因寒冷而猝死，4日桃園新屋區測得7.8度攝氏低溫，新竹測得7.9度低溫，海拔僅有1000多米的大屯山也降雪

，太平山從3日開始降雪，4日及5日不提供住宿，馬祖出現16年來首次降雪，翌日新竹測得6.3度攝氏低溫，新屋也有6.4度攝氏低溫，2日至5日上午已有120人猝死，加上先前1月29日至2月1日上午134人猝死，截至5日上午全台湾已造成254人猝死，估計有323萬農業損失，6日雖影響的程度逐漸減小，但受輻射冷卻影響，中南部普遍比前一日最低溫還低，嘉義測得6.9度攝氏低溫，上午平地氣溫回到10度攝氏以上，新竹連續69小時處在10度攝氏以下低溫，新北板橋也連續64小時處在10度攝氏以下低溫，此外，低溫也影響了7日花蓮地震的搜救，之後溫度逐步回升，不過10日開始受到一波乾冷的冷氣團影響，溫度未回升到一般水平便再度回跌，12日清晨新北淡水測得9.1度攝氏低溫，13日平地低溫只有淡水跌破10度攝氏，與先前氣象局估計6度攝氏低溫及日本氣象協會估計4度攝氏低溫相差甚遠。

### 韓國
由於海洋的暖濕空氣與大陸乾冷空氣在韓國上空交匯，使得首爾測得16.5厘米的積雪量，創下自2001年以來最多積雪量，而濟州國際機場，因大雪導致數百個航班取消或延誤，許多旅客被迫滯留，此波寒潮影響了冬季奥林匹克运动会的籌備，零下20度攝氏低溫使超過2000名志工退出籌備的工作。

### 日本

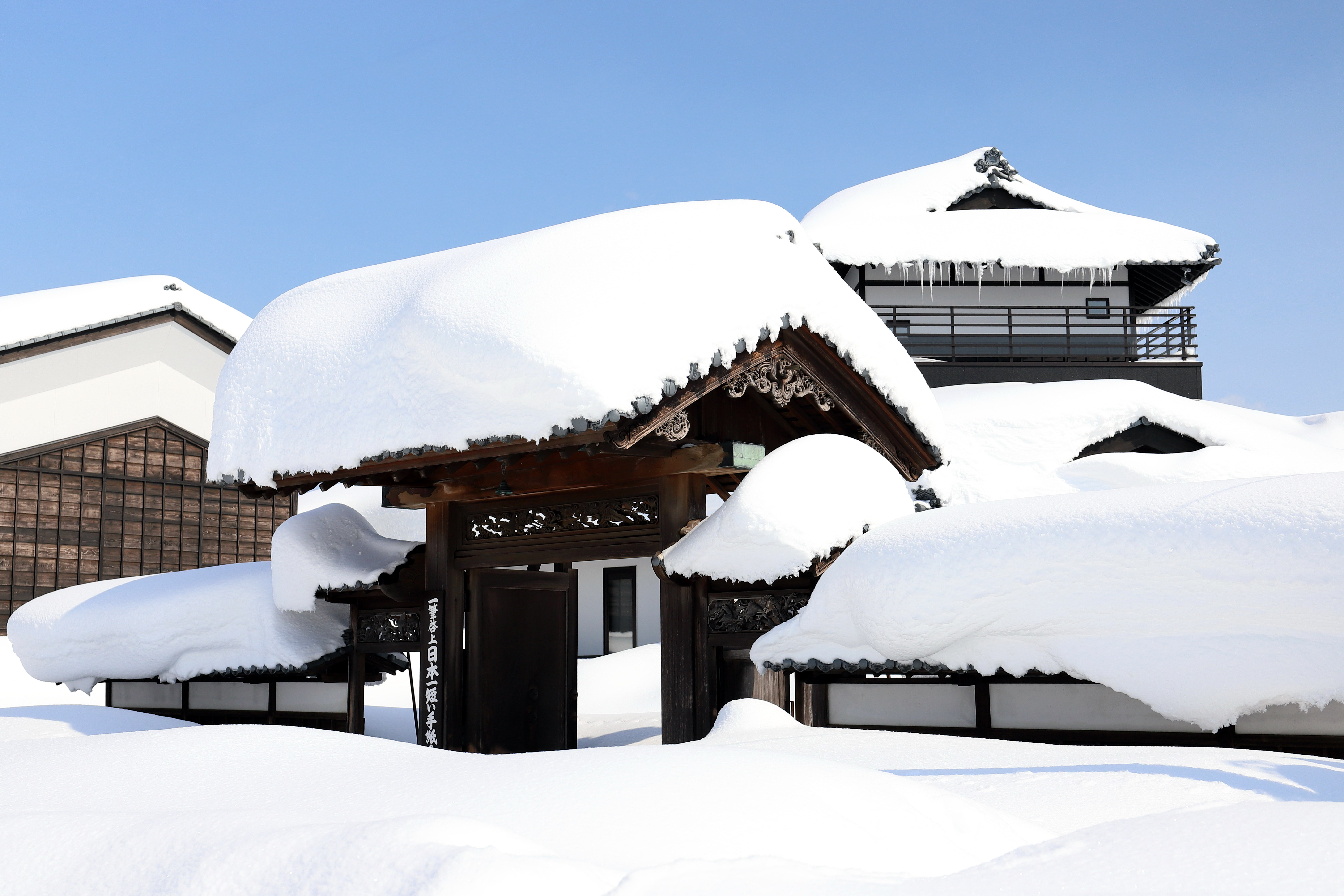
2018年2月8日日本福井縣坂井市積雪

強烈低氣壓及冷空氣影響，北日本及太平洋沿岸地區降雪，2月3日秋田縣由利本莊市有兩名男子被雪覆蓋而罹難，4日廣島縣北廣島町有147公分的積雪，不常積雪的德島縣也積雪，全國交通大受影響，日本海侧的石川縣白山市有93公分的積雪，是往年的兩倍多，6日福井縣積雪130公分，為37年最多，有1500輛車受困在国道8号芦原市至坂井市路段。